# Complicated
Complicated è il singolo di debutto della cantautrice canadese Avril Lavigne, estratto dall'album Let Go. È stato scritto dalla stessa Avril Lavigne insieme ai The Matrix, una trio di produttori formato da Scott Spock, Lauren Christy e Graham Edward, e prodotto dagli stessi The Matrix.
Il brano si è rivelato uno dei più fortunati dell'anno e ha scalato le classifiche dei singoli più venduti in moltissimi Paesi del mondo: è entrato nella top10 di molte nazioni stabilizzandosi saldamente alle posizioni più alte della classifica e ha raggiunto la numero 1 in Australia (per 6 settimane), in Nuova Zelanda (per 9 settimane), in Norvegia (per 4 settimane), In Irlanda (per 2 settimane) e in Messico, rendendo così Avril Lavigne, ancora diciassettenne, celebre in tutto il mondo. In Italia è stato al secondo posto dei singoli più venduti (per 7 settimane) senza scalzare dalla vetta del podio il singolo planetario Aserejé. Ha venduto complessivamente circa 7 milioni di copie diventando uno dei maggiori successi discografici del 2002 e il secondo più grande successo di Avril Lavigne dopo Girlfriend per Paesi in cui è stato alla numero uno. Il brano si è piazzato al 1º posto dei brani più venduti in Nuova Zelanda nel 2002, e all'8º posto di quelli più venduti in Australia nello stesso anno. Il brano ha anche battuto un record, rubato al singolo Torn di Natalie Imbruglia, per la maggior durata in testa alla Contemporary Hit Radio (ben 11 settimane consecutive).
Il singolo si è procurato tale fortuna negli Stati Uniti da piazzarsi all'83º posto dei brani più venduti del decennio. Complicated ha ottenuto due nomination per la Canzone dell'anno e la miglior performance pop vocale femminile in occasione della quarantacinquesima cerimonia dei Grammy Awards. È stato anche collocato alla posizione numero 197 nella classifica "500 brani più belli da quando siete nati" della rivista statunitense Blender.
La prima partecipazione italiana della cantante è quella al Festivalbar, ospite d'eccezione per una sola puntata. A livello di vendite è il secondo singolo più famoso della cantautrice. La canzone non ebbe la possibilità di raggiungere la numero 1 nelle radio e nelle classifiche televisive; rimase inchiodata per circa 10 settimane alla numero 2 della classifica trasmessa su Top of the Pops.

## Descrizione
La canzone parla della falsità della gente, di come le persone possano mentire indossando due facce; come dichiarato in un'intervista, l'idea è partita da alcune esperienze vissute dalla cantante con alcuni ragazzi e con alcune sue amiche. Complicated è stato il brano di Avril che ha convinto la sua casa discografica a investire su di lei e lanciarla sul mercato musicale. In seguito ad alcuni slittamenti contrattuali, Avril non era considerata pronta a decollare finché alcuni autori, Lauren Christy, Graham Edwards, moglie e marito, più Scott Spock, non si sono interessati alla ragazza. Avril ha dovuto cantare Complicated solo tre volte in studio prima di decidere quale sarebbe stata la versione definitiva che avrebbe trovato spazio nel disco.
È stato scritto nella tonalità di Fa maggiore con un metronomo di 80 battiti per minuto.
Il brano rievoca il turbinio dei sentimenti conflittuali della generazione di Avril, le prime delusioni e la ribellione adolescenziale.
Il singolo viene registrato ai Decoy Studios ad Hollywood, California e mixato da Tom Lord-Alge ai South Beach Studios, Miami, Florida. Esiste una versione del singolo chiamata Complicated (The Matrix Mix) e si trova su alcune versioni del singolo stesso e su alcune versioni dell'album Let Go.
Il brano è stato incluso nel trailer del film Le ragazze dei quartieri alti del 2003. È stato anche collocato alla posizione numero 197 nella classifica "500 brani più belli da quando siete nati" della rivista americana Blender. Nel 2003, sulla scia della popolarità del singolo, il cantante statunitense "Weird Al" Yankovic ha creato e cantato una parodia di Complicated, intitolata A Complicated Song, scritta insieme alla stessa Avril Lavigne, e ha deciso di inserirla nel suo album Poodle Hat, in cui un uomo si lamenta di alcuni disturbi intestinali provocati da un'indigestione.
Sulla copertina del singolo, si staglia Avril genuflessa con lo sguardo rivolto allo spettatore. La fotografia in copertina è di Sonya Farrell.

## Video musicale
Il video musicale di Complicated, che dà prova della verve comica di Avril, diretto dai The Malloys, rinuncia a una linea narrativa vera e propria e trasfigura in immagini adolescenziali l'astio con cui l'artista si trova a fare i conti se vicina alla persona falsa in questione. È stato girato in 14 ore tra il 4 e il 5 marzo 2002 nel Griffith Park alle porte di Los Angeles e nel centro commerciale di Eagle Rock Plaza. Il video è costato poco più di un milione di dollari, finanziato dalla casa discografica di Avril. Il video musicale è stato rilasciato nell'aprile 2002.
Il video è stato il trampolino di lancio di Avril nell'universo degli adolescenti e ha presentato per la prima volta in tv i suoi panni di teenager maschiaccio che lanciavano un messaggio di sfida alle popstar che erano più discinte e ammiccanti nei costumi. Il suo guardaroba ostentava t-shirt e cravatte, e pantaloni larghi, polsini e braccialetti. Presto ha preso piede la moda sbarazzina e ribelle di Avril che è divenuta una delle più imitate dalle teenager di tutto il mondo, che la imitavano nei costumi e nelle posture. Il video comincia con Avril che sfreccia su una tavola da skate e incontra i suoi amici seduti annoiati su un marciapiede. Ne segue un rapido scambio di battute ed insieme decidono di distruggere il centro commerciale. Nel negozio si divertono a infastidire non solo gli acquirenti ma anche gli stessi impiegati: buttano assaggi gratuiti addosso agli sponsor, indossano vestiti e accessori stravaganti, provano attrezzi da sport e delle macchinine, prendono a pugni i manichini, provano diversi profumi, girano con le macchine da scontro, si sfilano le magliette e si tuffano nella fontana del centro commerciale e si fanno inseguire dalla sicurezza finché quest'ultima poi si arrende. Una ragazza storce il naso alla vista di Avril che si strofina un deodorante sotto l'ascella.
Alle scene nel centro commerciale si intervallano scene in cui Avril canta in primo piano di fronte ad una telecamera e dei metraggi in cui Avril, con una chitarra fra le mani, e i suoi amici suonano in un parco, circondati da ragazzi che fanno skate. Anche loro però si svagano, pescando (all'amo di Avril abbocca per sbaglio un ragazzo) e facendo skateboard. Lo skateboard è infatti lo sport che più appassiona Avril, oltre all'hockey e al baseball, e l'artista stessa si è sempre definita una specie di maschiaccio. Il video termina con Avril e i suoi amici che escono dal centro commerciale e con un primo piano di Avril che rivolge uno sguardo tenero alla telecamera. Il video fa in più punti da contraltare ad alcuni spunti del testo musicale: la frase "You fall and you crawl..." è riecheggiata dallo skater che scivola a terra, mentre il disagio di Avril di fronte ai suoi amici che provano abiti nei camerini rievoca il suo biasimo nei confronti del vestiario ridicolo e poco coerente del destinatario del brano.
Durante le riprese del video i Grandi Magazzini, nei quali è ambientato la maggior parte del video, sono rimasti aperti e gli acquirenti non vi badarono perché Avril Lavigne era ancora sconosciuta. Nel video compaiono per pochi secondi la sorella e il fratello di Avril Lavigne. Avril si è divertita inoltre ad andare sullo skate durante la pausa tra una ripresa e l'altra. Il 29 agosto 2002 Avril ha vinto il premio per il Miglior video di una nuova artista agli MTV Video Music Awards 2002, l'unico trofeo da lei conquistato sino ad ora in questa cerimonia. Il video è stato protagonista anche di uno sketch divertente messo in piedi da Jimmy Fallon nella stessa serata, in cui si è travestito da Avril. Il video ha ottenuto un ottimo successo nei programmi di classifiche dei video. Era a Total Request Live di MTV a partire dall'8 maggio 2002 alla numero otto. Si è mantenuto 50 giorni nel programma, ed ha mantenuto per 9 giorni la vetta del countdown.

## Accoglienza
Secondo Nick Reynolds della BBC, Complicated "è un classico brano pop ammiccante alle stazioni radio che ti entra nella testa".
Christina Saraceno, dal sito di recensioni All Music Guide, ha dato al singolo tre stelle e mezzo su cinque e lo ha definito "un gioiello luminoso di musica pop/rock con un ritornello da strage". La giornalista ha aggiunto che "se ascoltata attentamente scoprirete che la melodia di Complicated prende un po' spunto da Don't Let Me Get Me di Pink (cantante) per sembrare familiare ed avvincente. Ma a parte questo, è una hit da radio perfetta". Saraceno ha inoltre definito il brano la mèche di Let Go.
In una recensione fatta nell'anno del lancio del singolo, David Browne di Entertainment Weekly ha conferito al brano una B- e ha scritto che "Avril Lavigne non perde tempo con quel titolo, Complicated" e che l'artista "crea un nuovo esempio di rock femminile" ed inaugura una "nuova competizione musicale". Ha poi aggiunto che "alcuni nuovi artisti fanno in modo da essere imitati ed Avril è una di questi". Ha ancora scritto che "dispiace che la canzone sia impantanata dal ritornello più verboso di recente memoria", che il video "in cui i ragazzi che seguono Avril sembrano una karaoke band dei blink-182 è l'epitome del fiorente movimento anti-Britney". Nel 2010, lo stesso sito ha festeggiato i 26 anni della cantante con un articolo che celebra i suoi primi anni di carriera: "Sembrava fosse ieri quando Avril ha sfondato sulla scena spingendo le ragazze di tutto il mondo a indossare pantaloni da maschio e pesante eyeliner".
(Opinione della rete musicale MTV sul successo di Avril Lavigne nel 2002.)
La rete televisiva MTV, nel 2010, ha dichiarato che "Avril Lavigne ha sfondato con il suo pazzesco singolo Complicated, una power ballad pop punk corredata al suo ormai celebre video che definisce tutto ciò che Avril era nel 2002. Complicated è stata una rivelazione e, nonostante sia stata prodotta come il resto della musica pop in radio, aveva una fresca disinibizione e un contorno squisitamente sprezzante". Secondo il sito Kidzworld, "Complicated non è stata scritta con un ragazzo concreto in mente, ma è un brano che decanta i rapporti, la vita e persone che possono rivelarsi false".
Su un piano leggermente negativo, Sal Cinquemani da Slant Magazine ha definito Complicated "epidemica" e "più posatrice del punk". Il Rolling Stone è stato del parere che "nonostante il singolo di Avril Lavigne sembri sovrannaturalmente orecchiabile nelle radio, le novità del suo disco non sono poi così incoraggianti".
Bill Lamb di About.com ha stilato una classifica dei 100 brani pop del decennio 2000 e ha posizionato Complicated all'undicesimo posto, scrivendo: "Avril Lavigne aveva solo 17 anni quando questo brano che crea dipendenza l'ha proiettata sulla scena musicale mondiale". Una seconda classifica redatta dallo stesso Lamb ha conferito a Complicated il primo posto dei 100 brani pop dell'anno 2002.
Sino ad ottobre 2011, Complicated ha venduto 773,000 copie digitali negli Stati Uniti.

## Premi e nomination
L'11 ottobre 2002, Avril Lavigne è stata invitata a eseguire Complicated sul palco di Top of the Pops, con una performance che l'ha lanciata sugli schermi tv.
Complicated si è fatto strada in Italia nell'estate del 2002, affiorando al sedicesimo posto nella classifica dei singoli più venduti il 27 giugno, e ascendendo sino al sesto posto quattro settimane dopo. Trainato dalla performance della cantautrice al Festivalbar, il singolo si afferma infine al secondo posto nella classifica, mantenendolo per sette settimane consecutive ed imponendosi come un tormentone estivo, non avendo modo di scacciare l'allora tormentone Aserejé delle Las Ketchup. In Italia Complicated s'instaura come uno degli indiscussi best seller dell'anno e confermandosi come il singolo più venduto della cantautrice, superiore anche a Girlfriend, futuro successo di Avril Lavigne che nonostante sia riuscito a raggiungere il primo posto nella classifica italiana, ha ondeggiato solo per sette settimane nella top ten. Complicated ha al contrario superato i fortunati esiti riscontrati nel periodo estivo mantenendosi nella top ten per ben quattordici settimane. Il singolo è evaso definitivamente dai primi dieci posti solo il 21 novembre 2002 per ricadere all'undicesimo posto, ed è sparito solo due settimane dopo. Secondo i dati forniti dal sito Top40-Charts, che documentano i brani più venduti ogni anno, Complicated è il terzo singolo più venduto del 2002 in Italia pur non avendo raggiunto il primo posto in classifica.
L'8 gennaio 2003 Avril ha fatto incetta di nomination ai Grammy Awards del 2003, i trofei della storia della musica, ha dominato la serata con otto, due delle quali per Complicated nelle categorie canzone dell'anno e Miglior performance pop vocale di una donna.
Lavigne ottenne per il singolo il premio alla Best New Artist Video nel 2002 agli MTV Video Music Awards. La canzone vinse anche nella categoria "Singolo dell'Anno", ai Juno Award del 2003. In Brasile si è persino aggiudicato una nomination come Miglior Video Internazionale all'edizione 2003 degli MTV Video Music Awards Brazil.
- Canada: Il singolo canadese di "Complicated" ha venduto oltre 100,000 copie in Canada, paese in cui la canzone ha ottenuto la medaglia d'oro e platino dalla CRIA.
- Australia: È stato certificato come 2× Platino.[11]
- Svizzera: Con oltre ventimila copie vendute, è eletto disco di Oro.

## Tracce
Australia CD single
1. Complicated – 4:03
2. I Don't Give – 3:39
3. Why – 4:00

Canada, Mexico and United Kingdom CD single
1. Complicated – 4:03
2. I Don't Give – 3:39
3. Why – 4:00
4. Complicated (music video) – 4:00

Japan, France, Italy and Netherlands CD single
1. Complicated (the Matrix Mix) – 4:08
2. I Don't Give – 3:39

US CD single
1. Complicated (Tom Lord-Alge Mix) – 4:08
2. Complicated (the Matrix Mix) – 4:03

## Classifiche

### Classifiche settimanali
| Classifica (2002)       | Posizione massima |
| ----------------------- | ----------------- |
| Argentina               | 2                 |
| Australia               | 1                 |
| Austria                 | 2                 |
| Belgio (Fiandre)        | 3                 |
| Belgio (Vallonia)       | 5                 |
| Brasile                 | 1                 |
| Danimarca               | 2                 |
| Europa                  | 1                 |
| Finlandia               | 17                |
| Francia                 | 21                |
| Germania                | 3                 |
| Irlanda                 | 1                 |
| Italia                  | 2                 |
| Norvegia                | 1                 |
| Nuova Zelanda           | 1                 |
| Paesi Bassi             | 4                 |
| Spagna                  | 7                 |
| Svezia                  | 2                 |
| Svizzera                | 2                 |
| Regno Unito             | 3                 |
| U.S. ARC Weekly Top 40  | 1                 |
| Stati Uniti             | 2                 |
| Stati Uniti (Pop)       | 1                 |
| Stati Uniti (Radio)     | 2                 |
| Stati Uniti (Adult)     | 13                |
| Stati Uniti (Adult Pop) | 1                 |
| Stati Uniti (Latin Pop) | 28                |
| Ungheria                | 18                |
| Venezuela               | 1                 |

### Classifiche di fine anno
| Classifica (2002) | Posizione |
| ----------------- | --------- |
| Australia         | 8         |
| Austria           | 23        |
| Belgio (Fiandre)  | 18        |
| Belgio (Vallonia) | 28        |
| Italia            | 4         |
| Paesi Bassi       | 30        |
| Regno Unito       | 36        |
| Stati Uniti       | 11        |
| Svezia            | 17        |
| Svizzera          | 9         |

## Premi
| Anno | Cerimonia                              | Premio                                            | Esito           |
| ---- | -------------------------------------- | ------------------------------------------------- | --------------- |
| 2002 | MTV Video Music Awards                 | Miglior video di un nuovo artista                 | Vincitore/trice |
| 2003 | Grammy Awards                          | Miglior performance pop femminile                 | Candidato/a     |
| 2003 | Grammy Awards                          | Brano dell'anno                                   | Candidato/a     |
| 2003 | Juno Awards                            | Singolo dell'anno                                 | Vincitore/trice |
| 2003 | BMI Awards                             | Miglior canzone pop                               | Vincitore/trice |
| 2003 | ASCAP Film and Television Music Awards | Miglior canzone pop                               | Vincitore/trice |
| 2003 | Radio Music Awards                     | Brano dell'anno (Modern Adult Contemporary Radio) | Vincitore/trice |
| 2003 | Ivor Novello Awards                    | Hit internazionale dell'anno                      | Vincitore/trice |
| 2003 | MTV Video Music Awards Japan           | Miglior video di un nuovo artista                 | Vincitore/trice |
| 2003 | Canadian Radio Music Awards            | Miglior nuova solista «CHR»                       | Vincitore/trice |
| 2003 | Canadian Radio Music Awards            | Miglior nuova solista «Mainstream AC / Hot AC»    | Vincitore/trice |
| 2003 | Socan Awards                           | Premio Musicale Pop                               | Vincitore/trice |
| 2003 | MTV Video Music Brasil                 | Miglio video internazionale                       | Candidato/a     |
| 2011 | EVMA 2011                              | Video del decennio                                | Vincitore/trice |

## Distribuzione
| Regione     | Data           | Etichetta      | Formato              | Catalogo      |
| ----------- | -------------- | -------------- | -------------------- | ------------- |
| Stati Uniti | 14 maggio 2002 | Arista Records | CD, digital download |               |
| Europa      | 20 maggio 2002 | Sony BMG       | CD, digital download | 74321 94576 2 |
| Regno Unito | 29 luglio 2002 | Arista Records | CD, digital download |               |